# Заґузьниця
Заґузьниця (пол. Zaguźnica) — село в Польщі, у гміні Ґродзець Конінського повіту Великопольського воєводства.
Населення — 196 осіб (2011).
У 1975-1998 роках село належало до Конінського воєводства.

## Демографія
Демографічна структура станом на 31 березня 2011 року:
|          | Загалом | Допрацездатний вік | Працездатний вік | Постпрацездатний вік |
| -------- | ------- | ------------------ | ---------------- | -------------------- |
| Чоловіки | 102     | 20                 | 72               | 10                   |
| Жінки    | 94      | 26                 | 48               | 20                   |
| Разом    | 196     | 46                 | 120              | 30                   |